# Calmann-Lévy
Calmann-Lévy ist ein französisches Verlagshaus, das 1836 von Michel und Kalmus Calmann Lévy als Éditions Calmann-Lévy gegründet wurde.

## Geschichte

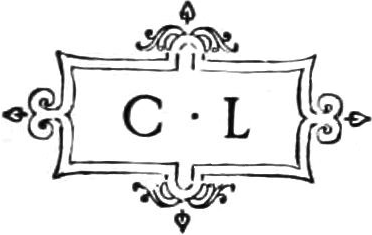
Ehemaliges Logo

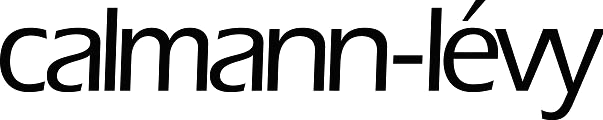
Ehemaliges Logo

1875 zählte das Verlagshaus bereits zu den führenden europäischen Verlagen. 1893 traten die Söhne von Calmann Lévy, Georges, Paul und Gaston in das Unternehmen ein. Sie entdeckten neue Autoren wie Anatole France und Pierre Loti und verlegten mit Les plaisirs et les jours (Freuden und Tage) eines der frühen Werke von Marcel Proust. Das Verlagshaus brachte Übersetzungen ausländischer Autoren wie Maxim Gorki, Luigi Pirandello oder D. H. Lawrence auf den französischen Markt.

## Verlegte Autoren
- Honoré de Balzac, Charles Baudelaire, René Bazin, Yitzhak Baer, Gabriele D’Annunzio, Alexandre Dumas, Gustave Flaubert, Hermann Hesse, Victor Hugo,[2] Arthur Koestler, Lamartine, Ernest Renan, George Sand, Stendhal, Auguste de Villiers de L’Isle-Adam, Camilla Grebe, Arthur Koestler, Elia Kazan, Anne Frank, Donna Leon, Nicolas Hulot, Patricia Cornwell, Guillaume Musso, Laurent Gounelle.